# Zweden op het Eurovisiesongfestival 1968
Melodifestivalen 1968 was de negende editie van de liedjeswedstrijd die de Zweedse deelnemer voor het Eurovisiesongfestival oplevert. Er werden 2233 liedjes ingezonden. De winnaar werd bepaald door de regionale jury.

## Uitslag
| Plaats | Artiest                              | Lied                               | Songwriters                                       | Ptn |
| ------ | ------------------------------------ | ---------------------------------- | ------------------------------------------------- | --- |
| 1ste   | Claes-Göran Hederström               | Det börjar verka kärlek, banne mig | Peter Himmelstrand                                | 23  |
| 2de    | Svante Thuresson                     | Du är en vårvind i april           | Staffan Ehrling, Bo-Göran Edling                  | 21  |
| 3de    | Towa Carson                          | Du vet var jag finns               | Peter Himmelstrand                                | 15  |
| 3de    | Mona Wessman                         | Gå och göm dig, Åke Tråk           | Peter Himmelstrand                                | 15  |
| 5de    | Svante Thuresson & Östen Warnerbring | Här kommer pojkar                  | Sven Bergcrantz, Östen Warnerbring                | 13  |
| 6de    | Anna-Lena Löfgren                    | Jag vill tro                       | Britt Lindeborg                                   | 5   |
| 7de    | Gunnar Wiklund                       | Jag ser en värld                   | Marcus Österdahl, Bengt Sundström                 | 3   |
| 7de    | Cecilia Stam                         | Låt mej få va' ifred               | Curt Peterson, Marcus Österdahl, Patrice Hellberg | 3   |
| 9de    | Britt Bergström                      | Fri hos dej                        | Curt Peterson, Marcus Österdahl, Patrice Hellberg | 1   |
| 10de   | Lars Lönndahl                        | Du och jag och våren               | Thore Skogman                                     | 0   |